# 王兴 (1923年)
王兴（1923年11月13日—2022年7月24日），男，山东利津人，中华人民共和国政治人物，曾任上海市人民检察院副检察长、检察长，上海市政协副主席。

## 生平
1945年加入中国共产党。历任中共山东滨县四区委宣传干事，中共中央华东局统战部、社会部干事，华东公安部机要秘书、副科长，上海市人民检察院办公室副主任、研究室主任、办公室主任、副检察长、检察长，上海市政协副主席等职。2022年7月24日16时20分在上海华东医院逝世，享嵩壽100岁。